# Lista amerykańskich senatorów ze stanu Teksas
Lista amerykańskich senatorów ze stanu Teksas – senatorzy wybrani ze stanu Teksas.
Stan Teksas został włączony do Unii 29 grudnia 1845 roku. Posiada prawo do mandatów senatorskich 1. i 2. klasy. Do 8 kwietnia 1913 roku (ratyfikowania 17. poprawki do Konstytucji) senatorowie byli wybierani przez stanowy parlament. Od tego czasu wybierani są w wyborach powszechnych.

## 1. Klasa
| Lp.   | Imię i nazwisko          | Imię i nazwisko | Od               | Do               | Partia               | Kadencja | Uwagi |
| ----- | ------------------------ | --------------- | ---------------- | ---------------- | -------------------- | --- | --- |
| 1     | Thomas Jefferson Rusk    |                 | 21 lutego 1846   | 29 lipca 1857    | Partia Demokratyczna | 1 | Wybrany w 1846 |
| 1     | Thomas Jefferson Rusk    | 2               | 21 lutego 1846   | 29 lipca 1857    | Partia Demokratyczna | Reelekcja w 1851 | |
| 1     | Thomas Jefferson Rusk    | 3               | 21 lutego 1846   | 29 lipca 1857    | Partia Demokratyczna | Reelekcja w 1857 Zmarł w trakcie pełnienia urzędu w 1857                                                                                     | |
| Wakat | Wakat                    | Wakat           | 29 lipca 1857    | 9 listopada 1857 |                      | 3 | |
| 2     | James Pinckney Henderson |                 | 9 listopada 1857 | 4 czerwca 1858   | Partia Demokratyczna | 3 | Mianowany do kontynuowania kadencji w 1857 Zmarł w trakcie pełnienia urzędu w 1858                                                 |
| Wakat | Wakat                    | Wakat           | 4 czerwca 1858   | 27 września 1858 |                      | 3 | |
| 3     | Matthias Ward            |                 | 27 września 1858 | 5 grudnia 1859   | Partia Demokratyczna | 3 | Mianowany do kontynuowania kadencji w 1858 Przegrał wybory specjalne o dokończenie kadencji w 1859                                 |
| 4     | Louis Wigfall            |                 | 5 grudnia 1859   | 23 marca 1861    | Partia Demokratyczna | 3 | Wybrany do dokończenia kadencji w wyborach specjalnych w 1859 Zrzekł się mandatu w 1861 (po przystąpieniu Teksasu do Konfederacji) |
| Wakat | Wakat                    | Wakat           | 23 marca 1861    | 30 marca 1870    |                      | 3 | Wojna secesyjna i Rekonstrukcja |
| Wakat | Wakat                    | Wakat           | 23 marca 1861    | 30 marca 1870    | 4                    | | Wojna secesyjna i Rekonstrukcja |
| Wakat | Wakat                    | Wakat           | 23 marca 1861    | 30 marca 1870    | 5                    | | Wojna secesyjna i Rekonstrukcja |
| 5     | James W. Flanagan        |                 | 30 marca 1870    | 4 marca 1875     | Partia Republikańska | 5 | Wybrany do dokończenia kadencji w 1870                                                                                             |
| 6     | Samuel B. Maxey          |                 | 4 marca 1875     | 4 marca 1887     | Partia Demokratyczna | 6 | Wybrany w 1875 |
| 6     | Samuel B. Maxey          | 7               | 4 marca 1875     | 4 marca 1887     | Partia Demokratyczna | Reelekcja w 1881 Przegrał wybory w 1887 | |
| 7     | John Henninger Reagan    |                 | 4 marca 1887     | 10 czerwca 1891  | Partia Demokratyczna | 8 | Wybrany w 1887 Zrezygnował w trakcie trwania kadencji w 1891                                                                       |
| 8     | Horace Chilton           |                 | 10 czerwca 1891  | 22 marca 1892    | Partia Demokratyczna | 8 | Mianowany do kontynuowania kadencji w 1891 Przegrał wybory specjalne o dokończenie kadencji w 1892                                 |
| 9     | Roger Q. Mills           |                 | 22 marca 1892    | 4 marca 1899     | Partia Demokratyczna | 8 | Wybrany do dokończenia kadencji w wyborach specjalnych w 1892                                                                      |
| 9     | Roger Q. Mills           | 9               | 22 marca 1892    | 4 marca 1899     | Partia Demokratyczna | Reelekcja w 1893 Nie starał się o reelekcję w 1899                                                                                           | |
| 10    | Charles Allen Culberson  |                 | 4 marca 1899     | 4 marca 1923     | Partia Demokratyczna | 10 | Wybrany w 1899 |
| 10    | Charles Allen Culberson  | 11              | 4 marca 1899     | 4 marca 1923     | Partia Demokratyczna | Reelekcja w 1905 | |
| 10    | Charles Allen Culberson  | 12              | 4 marca 1899     | 4 marca 1923     | Partia Demokratyczna | Reelekcja w 1911 | |
| 10    | Charles Allen Culberson  | 13              | 4 marca 1899     | 4 marca 1923     | Partia Demokratyczna | Reelekcja w 1916 Przegrał prawybory w 1922                                                                                                   | |
| 11    | Earle Bradford Mayfield  |                 | 4 marca 1923     | 4 marca 1929     | Partia Demokratyczna | 14 | Wybrany w 1922 Przegrał prawybory w 1928                                                                                           |
| 12    | Tom Connally             |                 | 4 marca 1929     | 3 stycznia 1953  | Partia Demokratyczna | 15 | Wybrany w 1928 |
| 12    | Tom Connally             | 16              | 4 marca 1929     | 3 stycznia 1953  | Partia Demokratyczna | Reelekcja w 1934 | |
| 12    | Tom Connally             | 17              | 4 marca 1929     | 3 stycznia 1953  | Partia Demokratyczna | Reelekcja w 1940 | |
| 12    | Tom Connally             | 18              | 4 marca 1929     | 3 stycznia 1953  | Partia Demokratyczna | Reelekcja w 1946 Nie starał się o reelekcję w 1952                                                                                           | |
| 13    | Price Daniel             |                 | 3 stycznia 1953  | 14 stycznia 1957 | Partia Demokratyczna | 19 | Wybrany w 1952 Zrezygnował w trakcie trwania kadencji, by objąć urząd gubernatora Teksasu                                          |
| 14    | William A. Blakley       |                 | 14 stycznia 1957 | 28 kwietnia 1957 | Partia Demokratyczna | 19 | Mianowany do kontynuowania kadencji w 1957 Zrezygnował po wyborze następcy                                                         |
| 15    | Ralph Yarborough         |                 | 28 kwietnia 1957 | 3 stycznia 1971  | Partia Demokratyczna | 19 | Wybrany do dokończenia kadencji w wyborach specjalnych w 1957                                                                      |
| 15    | Ralph Yarborough         | 20              | 28 kwietnia 1957 | 3 stycznia 1971  | Partia Demokratyczna | Reelekcja w 1958 | |
| 15    | Ralph Yarborough         | 21              | 28 kwietnia 1957 | 3 stycznia 1971  | Partia Demokratyczna | Reelekcja w 1964 Przegrał prawybory w 1970                                                                                                   | |
| 16    | Lloyd Bentsen            |                 | 3 stycznia 1971  | 20 stycznia 1993 | Partia Demokratyczna | 22 | Wybrany w 1970 |
| 16    | Lloyd Bentsen            | 23              | 3 stycznia 1971  | 20 stycznia 1993 | Partia Demokratyczna | Reelekcja w 1976 | |
| 16    | Lloyd Bentsen            | 24              | 3 stycznia 1971  | 20 stycznia 1993 | Partia Demokratyczna | Reelekcja w 1982 | |
| 16    | Lloyd Bentsen            | 25              | 3 stycznia 1971  | 20 stycznia 1993 | Partia Demokratyczna | Reelekcja w 1988 Kandydat demokratów na wiceprezydenta w 1988 Zrezygnował w trakcie trwania kadencji, by objąć funkcję sekretarza skarbu USA | |
| Wakat | Wakat                    | Wakat           | 20 stycznia 1993 | 23 stycznia 1993 |                      | 25 | |
| 17    | Bob Krueger              |                 | 23 stycznia 1993 | 14 czerwca 1993  | Partia Demokratyczna | 25 | Mianowany do kontynuowania kadencji w 1993 Przegrał wybory specjalne o dokończenie kadencji w 1993                                 |
| 18    | Kay Bailey Hutchison     |                 | 14 czerwca 1993  | 3 stycznia 2013  | Partia Republikańska | 25 | Wybrana do dokończenia kadencji w wyborach specjalnych w 1993                                                                      |
| 18    | Kay Bailey Hutchison     | 26              | 14 czerwca 1993  | 3 stycznia 2013  | Partia Republikańska | Reelekcja w 1994 | |
| 18    | Kay Bailey Hutchison     | 27              | 14 czerwca 1993  | 3 stycznia 2013  | Partia Republikańska | Reelekcja w 2000 | |
| 18    | Kay Bailey Hutchison     | 28              | 14 czerwca 1993  | 3 stycznia 2013  | Partia Republikańska | Reelekcja w 2006 Nie starała się o reelekcję w 2012                                                                                          | |
| 19    | Ted Cruz                 |                 | 3 stycznia 2013  | nadal            | Partia Republikańska | 29 | Wybrany w 2012 |
| 19    | Ted Cruz                 | 30              | 3 stycznia 2013  | nadal            | Partia Republikańska | Reelekcja w 2018 | |

## 2. Klasa
| Lp.   | Imię i nazwisko          | Imię i nazwisko | Od                | Do                | Partia               | Kadencja | Uwagi                                                                                            |
| ----- | ------------------------ | --------------- | ----------------- | ----------------- | -------------------- | --- | ------------------------------------------------------------------------------------------------ |
| 1     | Sam Houston              |                 | 21 lutego 1846    | 4 marca 1859      | Partia Demokratyczna | 1 | Wybrany w 1846                                                                                   |
| 1     | Sam Houston              | 2               | 21 lutego 1846    | 4 marca 1859      | Partia Demokratyczna | Reelekcja w 1847 |                                                                                                  |
| 1     | Sam Houston              | 3               | 21 lutego 1846    | 4 marca 1859      | Partia Demokratyczna | Reelekcja w 1853 Nie starał się o reelekcję w 1859                                                                                  |                                                                                                  |
| 2     | John Hemphill            |                 | 4 marca 1859      | 11 lipca 1861     | Partia Demokratyczna | 4 | Wybrany w 1859 Usunięty z Senatu w 1861 (za popieranie Konfederacji)                             |
| Wakat | Wakat                    | Wakat           | 11 lipca 1861     | 31 marca 1870     |                      | 4 | Wojna secesyjna i Rekonstrukcja                                                                  |
| Wakat | Wakat                    | Wakat           | 11 lipca 1861     | 31 marca 1870     | 5                    | | Wojna secesyjna i Rekonstrukcja                                                                  |
| 3     | Morgan C. Hamilton       |                 | 31 marca 1870     | 4 marca 1877      | Partia Republikańska | 5 | Wybrany do dokończenia kadencji w 1870                                                           |
| 3     | Morgan C. Hamilton       | 6               | 31 marca 1870     | 4 marca 1877      | Partia Republikańska | Reelekcja w 1871 Nie starał się o reelekcję w 1876                                                                                  |                                                                                                  |
| 4     | Richard Coke             |                 | 4 marca 1877      | 4 marca 1895      | Partia Demokratyczna | 7 | Wybrany w 1876                                                                                   |
| 4     | Richard Coke             | 8               | 4 marca 1877      | 4 marca 1895      | Partia Demokratyczna | Reelekcja w 1882 |                                                                                                  |
| 4     | Richard Coke             | 9               | 4 marca 1877      | 4 marca 1895      | Partia Demokratyczna | Reelekcja w 1888 Nie starał się o reelekcję w 1894                                                                                  |                                                                                                  |
| 5     | Horace Chilton           |                 | 4 marca 1895      | 4 marca 1901      | Partia Demokratyczna | 10 | Wybrany w 1894 Nie starał się o reelekcję w 1900                                                 |
| 6     | Joseph Weldon Bailey     |                 | 4 marca 1901      | 3 stycznia 1913   | Partia Demokratyczna | 11 | Wybrany w 1901                                                                                   |
| 6     | Joseph Weldon Bailey     | 12              | 4 marca 1901      | 3 stycznia 1913   | Partia Demokratyczna | Reelekcja w 1907 Zrezygnował w trakcie trwania kadencji w 1913                                                                      |                                                                                                  |
| 7     | Rienzi Melville Johnston | 12              |                   | 3 stycznia 1913   | 29 stycznia 1913     | Partia Demokratyczna | Mianowany do kontynuowania kadencji w 1913 Zrezygnował po wyborze następcy                       |
| Wakat | Wakat                    | Wakat           | 29 stycznia 1913  | 3 lutego 1913     |                      | 12 |                                                                                                  |
| 8     | Morris Sheppard          |                 | 3 lutego 1913     | 9 kwietnia 1941   | Partia Demokratyczna | 12 | Wybrany do dokończenia kadencji w wyborach specjalnych w 1913                                    |
| 8     | Morris Sheppard          | 13              | 3 lutego 1913     | 9 kwietnia 1941   | Partia Demokratyczna | Wybrany na pełną, 6-letnią kadencję w 1913                                                                                          |                                                                                                  |
| 8     | Morris Sheppard          | 14              | 3 lutego 1913     | 9 kwietnia 1941   | Partia Demokratyczna | Reelekcja w 1918 |                                                                                                  |
| 8     | Morris Sheppard          | 15              | 3 lutego 1913     | 9 kwietnia 1941   | Partia Demokratyczna | Reelekcja w 1924 |                                                                                                  |
| 8     | Morris Sheppard          | 16              | 3 lutego 1913     | 9 kwietnia 1941   | Partia Demokratyczna | Reelekcja w 1930 |                                                                                                  |
| 8     | Morris Sheppard          | 17              | 3 lutego 1913     | 9 kwietnia 1941   | Partia Demokratyczna | Reelekcja w 1936 Zmarł w trakcie pełnienia urzędu w 1941                                                                            |                                                                                                  |
| Wakat | Wakat                    | Wakat           | 9 kwietnia 1941   | 21 kwietnia 1941  |                      | 17 |                                                                                                  |
| 9     | Andrew Jackson Houston   |                 | 21 kwietnia 1941  | 26 czerwca 1941   | Partia Demokratyczna | 17 | Mianowany do kontynuowania kadencji w 1941 Zmarł w trakcie pełnienia urzędu                      |
| Wakat | Wakat                    | Wakat           | 26 czerwca 1941   | 4 sierpnia 1941   |                      | 17 |                                                                                                  |
| 10    | W. Lee O’Daniel          |                 | 4 sierpnia 1941   | 3 stycznia 1949   | Partia Demokratyczna | 17 | Wybrany do dokończenia kadencji w wyborach specjalnych w 1941                                    |
| 10    | W. Lee O’Daniel          | 18              | 4 sierpnia 1941   | 3 stycznia 1949   | Partia Demokratyczna | Reelekcja w 1942 Nie starał się o reelekcję w 1948                                                                                  |                                                                                                  |
| 11    | Lyndon B. Johnson        |                 | 3 stycznia 1949   | 3 stycznia 1961   | Partia Demokratyczna | 19 | Wybrany w 1948                                                                                   |
| 11    | Lyndon B. Johnson        | 20              | 3 stycznia 1949   | 3 stycznia 1961   | Partia Demokratyczna | Reelekcja w 1954 Wybrany na kolejną kadencję w 1960, ale zrezygnował z niej, by objąć funkcję wiceprezydenta USA                    |                                                                                                  |
| 12    | William A. Blakley       |                 | 3 stycznia 1961   | 14 czerwca 1961   | Partia Demokratyczna | 21 | Mianowany do rozpoczęcia kadencji w 1961 Przegrał wybory specjalne o dokończenie kadencji w 1961 |
| 13    | John Tower               |                 | 15 czerwca 1961   | 3 stycznia 1985   | Partia Republikańska | 21 | Wybrany do dokończenia kadencji w wyborach specjalnych w 1961                                    |
| 13    | John Tower               | 22              | 15 czerwca 1961   | 3 stycznia 1985   | Partia Republikańska | Reelekcja w 1966 |                                                                                                  |
| 13    | John Tower               | 23              | 15 czerwca 1961   | 3 stycznia 1985   | Partia Republikańska | Reelekcja w 1972 |                                                                                                  |
| 13    | John Tower               | 24              | 15 czerwca 1961   | 3 stycznia 1985   | Partia Republikańska | Reelekcja w 1978 Nie starał się o reelekcję w 1984                                                                                  |                                                                                                  |
| 14    | Phil Gramm               |                 | 3 stycznia 1985   | 30 listopada 2002 | Partia Republikańska | 25 | Wybrany w 1984                                                                                   |
| 14    | Phil Gramm               | 26              | 3 stycznia 1985   | 30 listopada 2002 | Partia Republikańska | Reelekcja w 1990 |                                                                                                  |
| 14    | Phil Gramm               | 27              | 3 stycznia 1985   | 30 listopada 2002 | Partia Republikańska | Reelekcja w 1996 Nie starał się o reelekcję w 2002 Zrezygnował przed końcem kadencji, by wybrany następca mógł szybciej objąć urząd |                                                                                                  |
| Wakat | Wakat                    | Wakat           | 30 listopada 2002 | 2 grudnia 2002    |                      | 27 |                                                                                                  |
| 15    | John Cornyn              |                 | 2 grudnia 2002    | nadal             | Partia Republikańska | 27 | Mianowany do dokończenia kadencji, będąc już wcześniej wybrany na pełną, 6-letnią kadencję       |
| 15    | John Cornyn              | 28              | 2 grudnia 2002    | nadal             | Partia Republikańska | Wybrany w 2002 |                                                                                                  |
| 15    | John Cornyn              | 29              | 2 grudnia 2002    | nadal             | Partia Republikańska | Reelekcja w 2008 |                                                                                                  |
| 15    | John Cornyn              | 30              | 2 grudnia 2002    | nadal             | Partia Republikańska | Reelekcja w 2014 |                                                                                                  |
| 15    | John Cornyn              | 31              | 2 grudnia 2002    | nadal             | Partia Republikańska | Reelekcja w 2020 |                                                                                                  |